# Hydroszkielet
Hydroszkielet (szkielet hydrostatyczny) – płyn zawarty w jamie ciała otoczonej przez mięśnie. Występuje u licznych bezkręgowców o miękkich ciałach, np. parzydełkowców, płazińców, nicieni, pierścienic, szkarłupni, mięczaków – tworząc system ze szkieletem zewnętrznym. Pełni funkcję szkieletu, gdyż ciśnienie hydrostatyczne płynu ustrojowego napierając na ściany jam utrzymuje ich sztywność pozwalającą na podpieranie mięśni. Siła kurczących się tkanek powoduje wzrost ciśnienia płynu, co umożliwia wykonywanie ruchów. Przy poruszaniu się zwierząt o budowie metamerycznej poszczególne odcinki ciała zyskują pewną niezależność, dlatego w wypadku zranienia nadal są zdolne do poruszania się, mimo że płyn ze zranionego segmentu wycieknie. Szkielet hydrostatyczny występuje także w prąciu ssaków (ciała jamiste).